# Rabiusa
Rabiusa är ett vattendrag i Schweiz. Det ligger i den östra delen av landet, 140 km öster om huvudstaden Bern.
I omgivningarna runt Rabiusa växer i huvudsak blandskog. Runt Rabiusa är det mycket glesbefolkat, med 6 invånare per kvadratkilometer.